# Shuangtaizi
Shuangtaizi (en chino, 双台子; pinyin, Shuāngtáizi) es un distrito urbano bajo la administración directa de la Prefectura Panjin  en la Provincia de Liaoning, República Popular China.  Su área es de 112 km² y su población total para 2010 superó los 200 mil habitantes. 

## Administración
Desde julio de 2023, el  Distrito Shuangtaizi  se divide en 8 pueblos que se administran en 6 subdistritos y 2  poblados.